# یانگ این-داوک
یانگ این-داوک (انگلیسی: Yang In-deok) یک تکواندوکار اهل کره جنوبی است.
در مسابقات قهرمانی تکواندو جهان ۱۹۹۱ در آتن، وی پس از پیروزی در برابر چاولا آرون در بازی نهایی، موفق به کسب مدال طلا در دسته میان‌وزن شد.